# Bawang goreng
Il Bawang Goreng (letteralmente cipolle fritte in malese ed in indonesiano) è un tradizionale piatto dell'Asia sud-orientale a base di scalogni o cipolle fritti.
Per preparare il piatto è sufficiente tagliare delle striscioline sottili di cipolla secca o scalogno rosso asiatico, facendo attenzione che siano dello stesso spessore, altrimenti durante la cottura alcune potrebbero bruciare mentre altre non hanno ancora raggiunto un sufficiente livello di doratura. L'utilizzo di vegetali freschi allunga i tempi di doratura, per questo in genere le fette sottili vengono fatte seccare per 1-2 ore.
Queste striscioline, deposte su un colino metallico sovrapponendole il meno possibile affinché non si attacchino durante la cottura, cuociono in pochi secondi immerse in olio vegetale (generalmente olio di semi di arachide) non troppo caldo. Appena dorate, sono scolate subito su carta assorbente e lasciate raffreddare.
Una volta raffreddate possono essere conservate in un contenitore sigillato in luogo fresco per almeno 4 settimane
.
Viene impiegato come un condimento o come un aroma che viene sparso su molti piatti differenti.

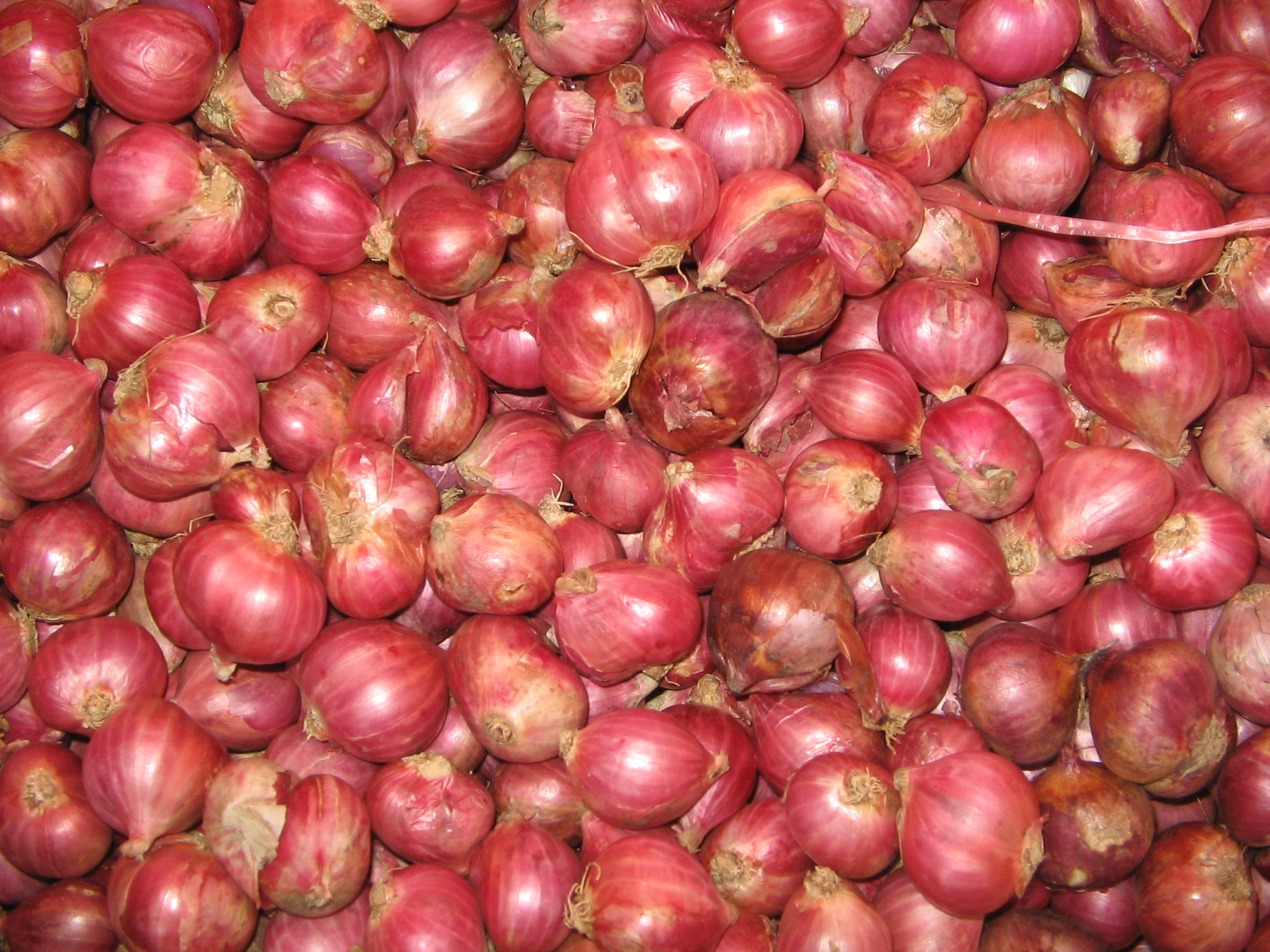
Scalogni indonesiani (bawang merah)
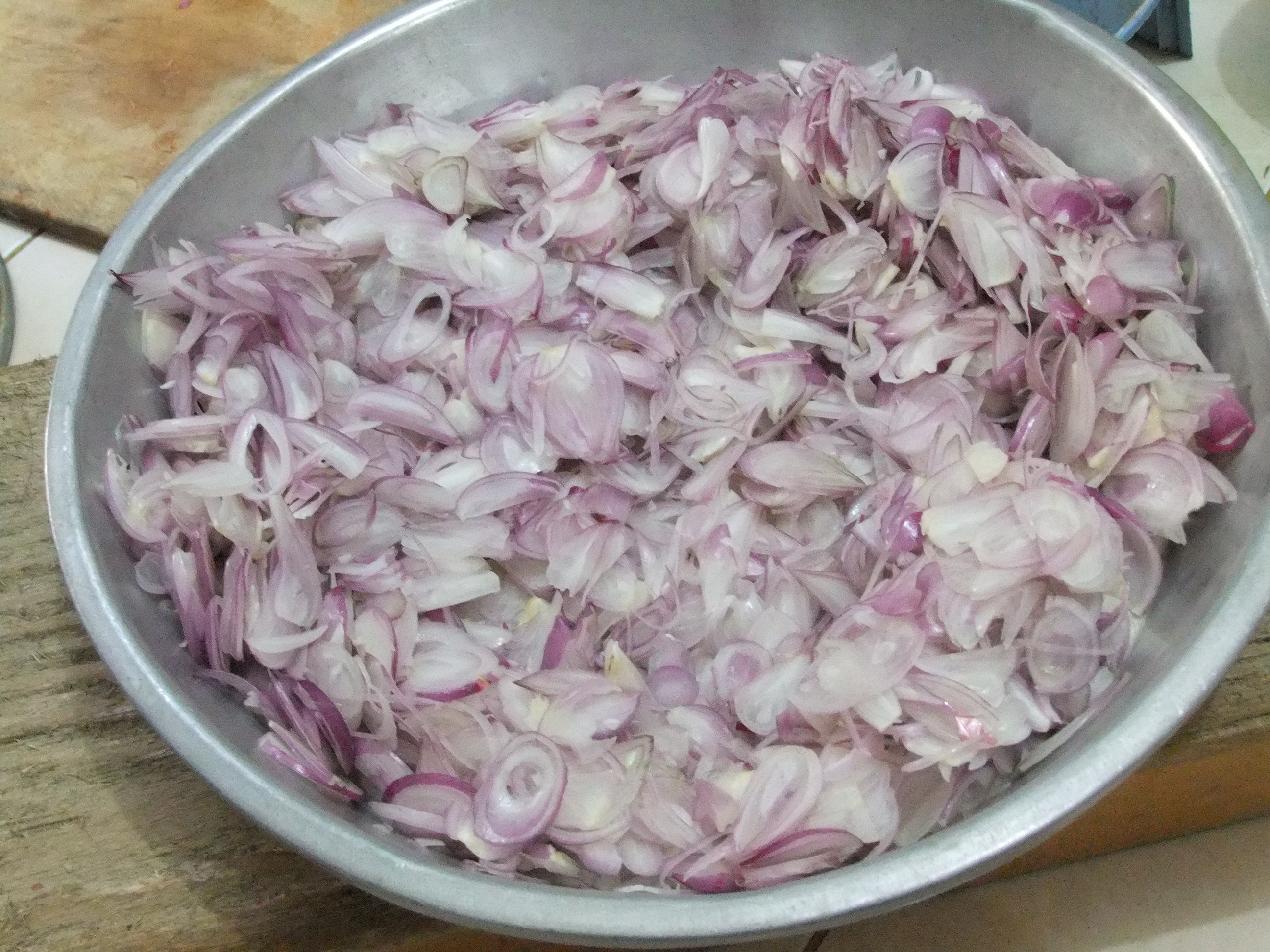
Scalogni affettati per il bawang goreng
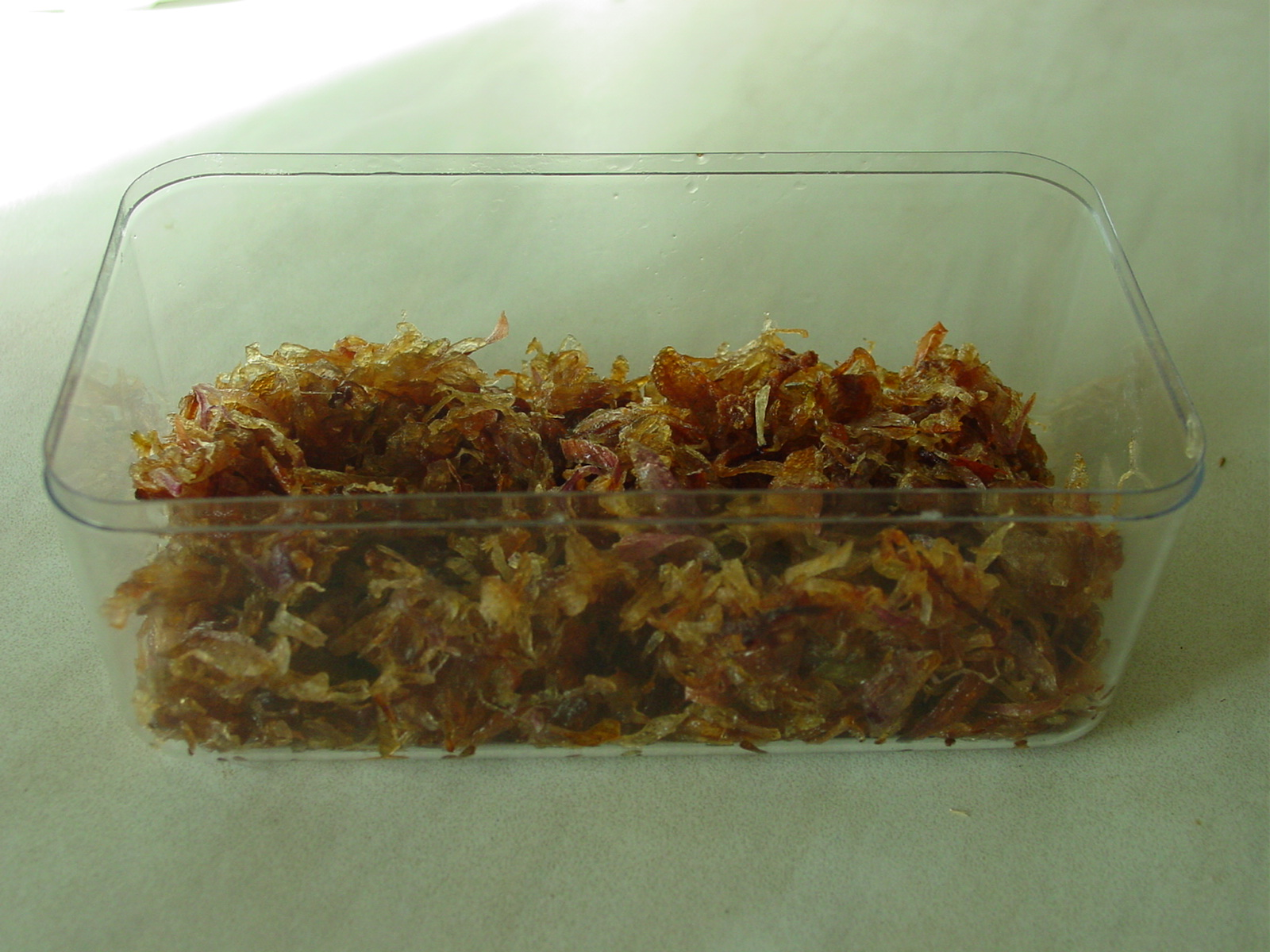
Il bawang goreng